# 1959.
◄ | 19. stoljeće | 20. stoljeće | 21. stoljeće | ►
◄ | 1920-ih | 1930-ih | 1940-ih | 1950-ih | 1960-ih | 1970-ih | 1980-ih | ►
◄◄ | ◄ | 1956. | 1957. | 1958. | 1959. | 1960. | 1961. | 1962. | ► | ►►
Arhitektura • Astronautika • Astronomija • Biologija • Film • Fotografija • Glazba • Kazalište • Kemija • Kiparstvo • Knjige • Književnost • Kršćanstvo • Meteorologija • Medicina • Planinarstvo • Politika • Pravo • Promet • Slikarstvo • Strip • Šport • Televizija • Znanost • Zrakoplovstvo • Željeznički promet

## Događaji
- 2. siječnja – Sovjeti lansirali "Lunu 1", prvi umjetni satelit koji je okružio Sunce.
- 1. sprnja – Izašao prvi broj hrvatskih novina Večernji list.
- 1. svibnja – Izašao prvi broj slovenskoga Dela.
- 10. rujna – U Zagrebu je svečano otvoren Brodarski institut.
- Započela je Velika kineska glad

## Rođenja

### Siječanj – ožujak
- 16. siječnja – Mladen Čutura, hrvatski glumac
- 9. veljače – Ali Bongo Ondimba, gabonski predsjednik
- 15. veljače – Joseph R. Gannascoli, američki glumac
- 22. veljače – Kyle MacLachlan, američki glumac
- 7. ožujka – Zijad Gračić, hrvatski i bosanskohercegovački glumac
- 12. ožujka – Milorad Dodik, bosanskohercegovački političar
- 14. ožujka – Tamara Tunie, američka glumica

### Travanj – lipanj
- 15. travnja – Emma Thompson, britanska glumica
- 23. travnja – Đuro Popijač, hrvatski političar
- 30. travnja – Stephen Harper, kanadski političar i premijer
- 22. svibnja – Tomislav Martić, hrvatski glumac
- 11. lipnja – Hugh Laurie, britanski glumac

### Srpanj – rujan
- 4. srpnja – Victoria Abril, španjolska glumica
- 8. srpnja – Robert Knepper, američki glumac
- 10. srpnja – Julije Meštrović, hrvatski liječnik
- 18. srpnja – Ljerka Anić, hrvatska i bosanskohercegovačka književnica
- 26. srpnja – Kevin Spacey, američki glumac
- 3. kolovoza – John C. McGinley, američki glumac i scenarist
- 20. kolovoza – Sanda Ham, hrvatska jezikoslovka
- 27. kolovoza – Davor Senčar, hrvatski gitarist († 2011.)
- 29. kolovoza – Milivoj Bebić, hrvatski vaterpolist
- 18. rujna – Boris Bakal, hrvatski glumac, pisac, redatelj i intermedijalni umjetnik
- 21. rujna – Crin Antonescu, rumunjski političar
- 23. rujna – Jason Alexander, američki glumac
- 29. rujna – Jon Fosse, norveški književnik

### Listopad – prosinac
- 9. listopada – Boris Nemcov, ruski političar († 2015.)
- 23. listopada – "Weird Al" Yankovic, američki pjevač, glumac, tekstopisac
- 5. studenog – Bryan Adams, kanadski kantautor, gitarist i fotograf
- 7. studenog – Ankica Dobrić, hrvatska glumica
- 27. prosinca – Ivan Selak, hrvatski vojni pilot
- 31. prosinca – Val Kilmer, američki filmski glumac († 2025.)

## Smrti

### Siječanj – ožujak
- 21. siječnja – Cecil B. DeMille, američki filmski redatelj i filmski producent (* 1881.)
- 21. siječnja – Alfie Lambe,  irski katolički aktivist (* 1932.)
- 30. siječnja – Josip Hatze, hrvatski skladatelj i dirigent (* 1879.)

### Travanj – lipanj
- 9. travnja – Frank Lloyd Wright, američki arhitekt i teoretičar arhitekture (* 1867.)
- 18. lipnja – Ethel Barrymore, američka filmska glumica (* 1879.)
- 26. lipnja – Malcolm Lowry, britanski romanopisac (* 1909.)

### Srpanj – rujan
- 10. srpnja – Marcel Nguyễn Tân Văn, vijetnamski redemptorist (* 1928.)
- 16. kolovoza – Wanda Landowska, poljska čembalistica i skladateljica (* 1879.)

### Listopad – prosinac
- 7. listopada – Mario Lanza, američki pjevač i glumac (* 1921.)
- 14. listopada – Errol Flynn, američki glumac australskog porijekla (* 1909.)
- 16. listopada – George Marshall, američki general i političar (* 1880.)
- 29. listopada – Sisavang Vong, laoški kralj (* 1885.)
- 30. listopada – Pío Baroja, španjolski književnik (* 1872.)
- 25. studenoga – Gérard Philipe, francuski glumac (* 1922.)
- 26. studenoga – Stanko Bloudek, slovenski avio-konstruktor i sportski djelatnik (* 1890.)
- 26. studenoga – Jean Gremillon, francuski režiser (* 1902.)
- 28. prosinca – Ante Pavelić, hrvatski ustaški političar, pisac i državnik; poglavnik NDH (* 1889.)

## Nobelova nagrada za 1959. godinu
- Fizika: Emilio Segrè i Owen Chamberlain
- Kemija: Jaroslav Heyrovský
- Fiziologija i medicina: Severo Ochoa i Arthur Kornberg
- Književnost: Salvatore Quasimodo
- Mir: Philip Noel-Baker

## Vanjske poveznice
|  | Zajednički poslužitelj ima još gradiva o temi 1959. |